# Jimmie Johnson
Jimmie Kenneth Johnson (n. 17 septembrie 1975, El Cajon⁠(d), California, SUA) este un pilot de curse profesionist american.
Johnson a pilotat în NASCAR Cup Series din 2002 până în 2020 cu echipa Hendrick Motorsports, câștigând 7 titluri: 2006, 2007, 2008, 2009, 2010, 2013 și 2016, egalând astfel recordul de titluri deținut de Richard Petty și Dale Earnhardt.
Din 2021 Johnson concurează în IndyCar alături de echipa Chip Ganassi Racing.

## Legături externe
- Site oficial Arhivat în 20 decembrie 2019, la Wayback Machine.